# Кронялето
Кронялѐто (на италиански: Crognaleto) е община в Южна Италия, провинция Терамо, регион Абруцо. Разположено е на 835 m надморска височина. Населението на общината е 1451 души (към 2010 г.).
Административен център на общината е село Нерито (Nerito).